# 王端端
王端端（1978年3月16日—），中國中央電視臺中文國際頻道《中國新聞》主持人。已婚，中國共產黨黨員。2006年CCTV十佳主持人之一，2007年CCTV月历人物。

## 生平
王端端大学毕业于沈阳理工大学国际金融系。大学毕业后，王端端在辽宁电视台任职。2003年至今，王端端擔任中國中央電視臺中文國際頻道《中國新聞》系列新聞類節目主要主持人之一。

## 活动
- 2005年11月6日 北京 2005年中国品牌经济城市峰会闭幕式暨授牌仪式
- 2007年1月23日 北京 中国·2006-2007建设社会主义新农村论坛
- 2007年，王端端在《現代快報》上不定期有專欄。

## 奖项
- 1999年，获朵而女性新主持人大赛东北赛区总冠军，全国优胜奖。
- 2000年，获中央电视台荣事达杯全国主持人大赛优秀奖。

## 外部連結
- CCTV官方網頁（页面存档备份，存于）